# 44a edició dels Premis Sant Jordi de Cinematografia
La gala de la 44a edició dels Premis Sant Jordi de Cinematografia va tenir lloc el 17 d'abril de 2000. Com en anys anteriors, un jurat compost per crítics i periodistes cinematogràfics de Barcelona va decidir mitjançant votació els qui eren els destinataris dels premis Sant Jordi que Ràdio Nacional d'Espanya-Ràdio 4 (RNE) concedeix anualment al cinema espanyol i estranger en els diferents apartats competitius i que en aquesta edició distingien a les pel·lícules estrenades al llarg de l'any 1999. Aquest sistema d'elecció fa que aquests guardons estiguin considerats com un reconeixement de la crítica barcelonina, i a més és un dels premis cinematogràfics més antics de Catalunya.
La gala es va celebrar al Palau de la Música Catalana i fou presentada per Jordi González Belart i Vicenta N'Dongo. Melanie Griffith, Bertrand Tavernier i Pedro Almodóvar no van poder assistir a l'entrega. Va ser retransmesa el 22 d'abril a La 2.

## Premis Sant Jordi

### Premis competitius
| Categoria                              | Premiat                         | Labor premiada                          |
| -------------------------------------- | ------------------------------- | --------------------------------------- |
| Millor pel·lícula espanyola            | Goya en Burdeos                 | Pel·lícula                              |
| Millor actor en pel·lícula espanyola   | Eduard Fernández                | Los lobos de Washington                 |
| Millor actriu en pel·lícula espanyola  | María Galiana Asunción Balaguer | Solas Las huellas borradas              |
| Millor ópera prima                     | Benito Zambrano                 | Solas                                   |
| Millor pel·lícula estrangera           | Avui comença tot                | Pel·lícula                              |
| Millor actor en pel·lícula estrangera  | Philippe Torreton               | Avui comença tot                        |
| Millor actriu en pel·lícula estrangera | Melanie Griffith                | Un altre dia al paradís Bojos a Alabama |

### Premis honorífics
| Categoria                           | Premiat                | Labor premiada              |
| ----------------------------------- | ---------------------- | --------------------------- |
| Premi a la trajectòria professional | Joaquim Jordà i Català | Trajectòria cinematogràfica |
| Premi especial del Jurat            | Pedro Almodóvar        |                             |

## Roses de Sant Jordi
Una vegada més es van lliurar les dues roses de Sant Jordi, premis concedits per votació popular entre els oïdors de Ràdio 4 seguidors del programa Va de cine de Conxita Casanovas, que recompensen a les que el públic considera millors pel·lícules nacional i estrangera.
| Categoria                    | Premiat          |
| ---------------------------- | ---------------- |
| Millor pel·lícula espanyola  | Solas            |
| Millor pel·lícula estrangera | La vida és bella |